# 王襄 (1888年)
王襄（1888年—1914年），字衡如，自号龙潭子，四川省邻水县人，中华民国初年人物。
清德宗光绪十四年（1888年），王襄出生。光绪三十一年（1905年），17岁时，王襄入当地中学。光绪三十二年（1906年），改入省立优级师範。毕业后，在保路运动中任保路同志会交涉员。1912年，民国成立，王襄当选为邻水县高等小学校长，兼教育会会长。1913年，升任视学，兼女学校长。1913年夏，加入中国国民党，被推举为国民党分部评议部部长。同年爆发“二次革命”，熊克武委任王襄为知县，王襄辞任没有就任，后改任为襄办。1914年，在上海病逝，时年26岁。